# Треялі
Треялі (ест. Treiali), також Треєлі, Трейялі, Суури-Паклова, Сууре-Паклова — село в Естонії, входить до складу волості Меремяе, повіту Вирумаа.